# Église Saint-Nicolas-le-Thaumaturge-de-Bersenevka
L'église Saint-Nicolas-le-Thaumaturge-de-Bersenevka ou église Saint-Nicolas de Bersenevo (en russe : Храм Николая Чудотворца на Берсеневке, в Верхних Садовниках) est une église orthodoxe, du doyenné Moskvoretski de l'éparchie de la ville de Moscou en Russie.
L'église est située dans l'arrondissement de Iakimanka, du district administratif central de la ville de Moscou (quai Bersenevka, 18), et forme un ensemble architectural avec le Palais Averki Kirillov. Le chœur est dédiée à la Sainte Trinité; les chapelles latérales à saint Nicolas le Thaumaturge et à saint Théodose le Cénobiarque.

## Histoire

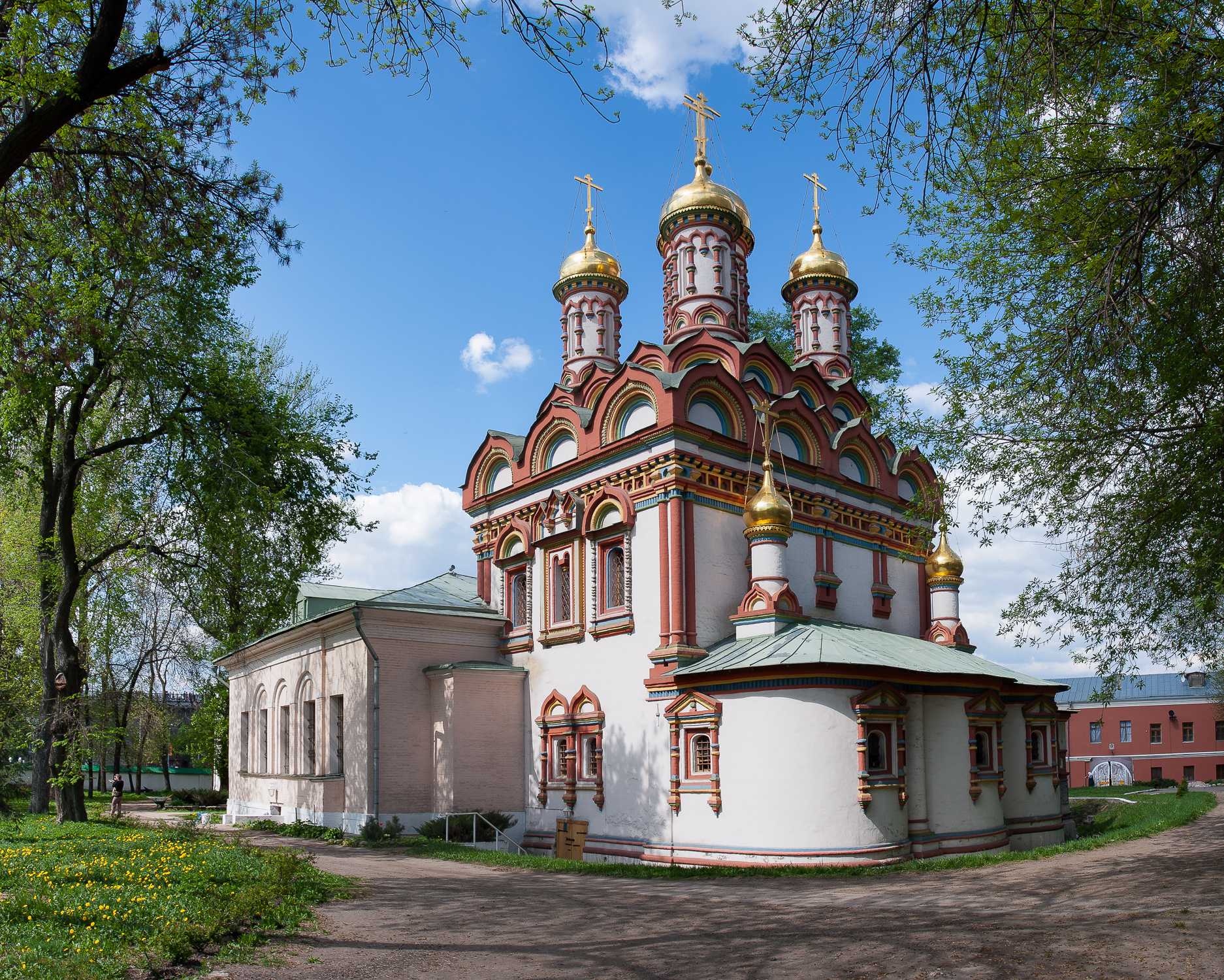
église Saint-Nicolas-le-Thaumaturge-de-Bersenevka.

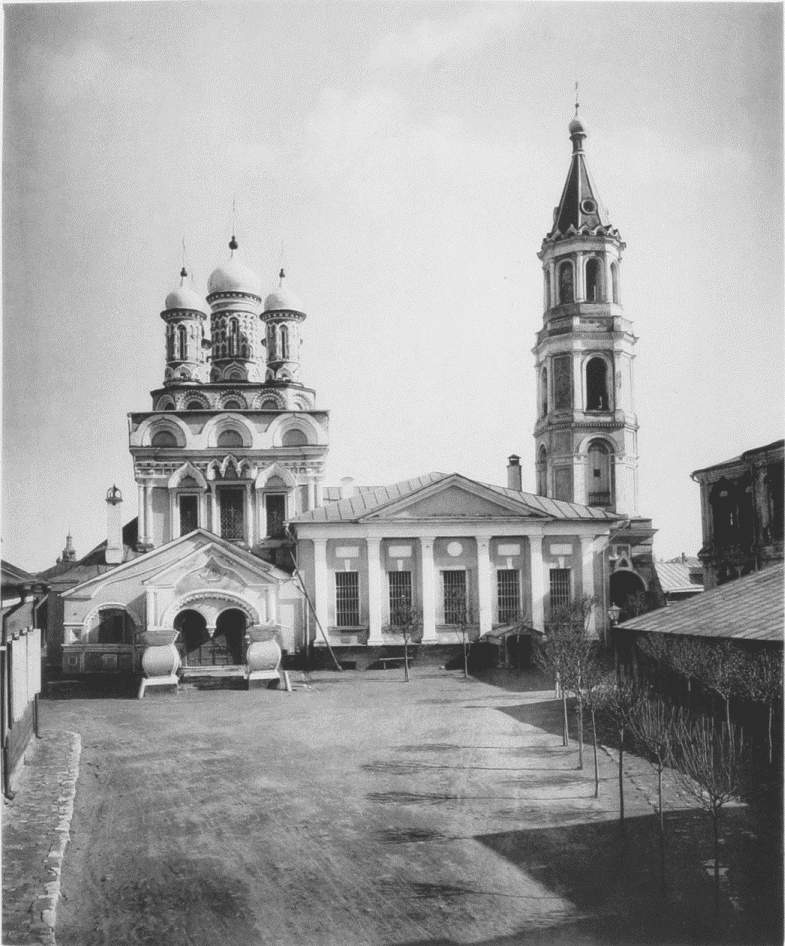
Vue de 1882 avec le clocher encore existant.

L'endroit où se trouve l'église est occupé par des édifices sacrés depuis des temps immémoriaux. Ainsi le monastère Saint-Nicolas-du-marais était déjà situé à cet endroit en 1390. Il a existé aussi une église en bois, citée dans la chronique de 1475 sous le nom d'« église Saint-Nicolas-sur-le-sable, appelée Borissov » (qui appartenait à une riche votchina), et, en 1625, elle est encore citée sous le nom d'« église Saint-Nicolas-le-Grand-Thaumaturge après la grille de Bersenev ». En 1504, Moscou était divisée en sections, dans le cadre de la lutte contre les incendies et la délinquance. Le boyard Ivan Bersen-Beklemichev dirigeait l'une de ces sections et a donné son nom au site où l'église est construite. Dans les années 1650, un fonctionnaire de l'État, Averki Kirillov, commence la construction de l'ensemble du domaine à l'emplacement du monastère Saint-Nicolas abandonné. En 1657, sur son ordre, une église est construite en pierre dédiée à la Sainte Trinité avec une chapelle intérieure dédiée à saint Nicolas le Thaumaturge. D'un point de vue architectural, l'église Saint-Nicolas-le-Thaumaturge-de-Bersenevka appartient à un nouveau type d'églises qui apparaît au milieu du XVIIe siècle, dans le style de l'église de la Trinité de Nikitniki. Elles sont richement décorées, construites sans piliers, de forme cubique, comprenant un clocher-tour et une trapeznaïa. L'église Saint-Nicolas est, elle aussi, richement décorée. Elle est attenante à la trapeznaïa. Son entrée est précédée d'un porche soutenu par des piliers volumineux et ouverts par des arcatures à clés pendantes. Le corpus de l'église est surmonté de rangées de kokochniks aux sommets, carénés et surmontés de tambours. La façade est richement décorée par ses chambranles de fenêtres, ses colonnes et ses frises. Du côté ouest est aménagée une descente dans la partie basse de l'édifice où se trouve la crypte de la famille des Kirillov. En 1694, une chapelle latérale est dédiée à Notre-Dame de Kazan commandée par la veuve Irina Averkievitcha Iakova. Cette veuve a également fait don du bâtiment à deux étages situé près du quai, destiné au diacre et à un asile de vieillards. Un clocher est construit au-dessus de ce bâtiment. Une grosse cloche de 200 pouds, exécutée par le maître Ivan Motorine a été ajoutée à ce clocher dans lequel se trouvaient déjà cinq cloches plus petites, mais dont la plus grosse pesait 115 pouds. En 1775, une trapeznaïa de style néoclassique est ajoutée à l'ensemble, ce qui déforme considérablement l'apparence de l'église. L'église a été incendiée pendant l'incendie de Moscou de 1812. Puis elle est restaurée et dédicacée à nouveau. En 1817-1823, un nouveau réfectoire de style classique est construit à la place de celui qui avait été incendié. De même deux chapelles sont ajoutées, celle dédiée à saint Nicolas et celle dédiée à saint Théodose le Cénobiarque. Le vieux clocher est détruit pour vétusté entre 1815 et 1820. En 1853-1854, un nouveau clocher est conçu par l'architecte Nikolaï Dmitriev.
En 1925, le Centre Igor Grabar de restauration scientifique et artistique de Russie était installé dans le Palais Averki Kirillov à côté de l'église. En 1930, Boris Iofane, planifie de faire construire dans ce quartier un ensemble architectural de style constructiviste, et a l'intention de faire détruire l'église. En 1932, le clocher est détruit; mais l'église est laissée en place. En 1958, c'est l'Institut russe de culturologie qui est installé dans l'église. Depuis 1992, dans la salle de conférence installée dans l'église , a lieu, chaque semaine, un office de prière (moleben) à Saint-Nicolas-le-Thaumaturge. Celle-ci est redevenue propriété de l'Église orthodoxe russe, elle dispose d'une école du dimanche et d'une bibliothèque.
Dans la paroisse sont maintenues des traditions des orthodoxes vieux-croyants et certains éléments de rites anciens (mais la paroisse ne fait pas officiellement partie de l'edinoverie). Le recteur de l'église est l'higoumène Cyrille (Sakharov).